# Aeródromo de San Blas
El Aeródromo de San Blas (Código OACI: MMSB – Código DGAC: SNB) era un pequeño aeropuerto ubicado en San Blas, Nayarit operado por el ayuntamiento de la misma ciudad. Contaba con una pista de aterrizaje de 735 metros de largo y 15 metros de ancho. Solo se utilizaba con propósitos de aviación general.

## Accidentes e incidentes
- El 2 de junio de 2012 una aeronave Cessna 182N Skylane con matrícula N92201 operada por Los Médicos Voladores que cubría un vuelo con estudiantes de medicina norteamericanos entre el Aeródromo del Fuerte y el Aeródromo de San Blas, golpeó algunos cables eléctricos durante su ascenso inicial, haciendo que el avión se estrellara cerca del Río Fuerte, matando al piloto y dejando severamente heridos a los 3 pasajeros.[2][3]